# Langhorn-Blattminiermotten
Die Langhorn-Blattminiermotten oder Schlangenminiermotten (Lyonetiidae) sind eine Familie der Schmetterlinge (Lepidoptera).

## Merkmale
Die Falter erreichen eine Flügelspannweite von 6 bis 12 Millimetern. Sie haben eine lange und schlanke Gestalt. Die Vorderflügel sind meist metallisch glänzend gefärbt (z. B. metallisch-grau) oder mit metallischen Mustern versehen. Manche Arten sind aber schlicht gefärbt. Die Hinterflügel, die bei allen Arten einfarbig sind, sind schmäler als die Vorderflügel und bei manchen Arten am Ende gefranst. Sie haben lange Fühler, die fast die Länge des Körpers erreichen können und die auch bei den Männchen ungekämmt sind. Die Maxillarpalpen (Kiefertaster) sind stark zurückgebildet und bestehen aus einem bis drei Segmenten. Die Labialpalpen (Lippentaster) hingegen sind bei manchen Arten voll ausgebildet, bei anderen kurz oder ebenfalls zurückgebildet. Das erste Beinpaar ist stark behaart. In der Ruhestellung legen sie ihre sehr schmalen Vorder- und Hinterflügel gefaltet auf den Hinterleib.
Die Vorderflügel haben 7 bis 10 Flügeladern mit einer oder zwei Analadern (1b oder 1b und 1c). Die Hinterflügel haben eine stark zurückgebildete Flügeladerung mit drei bis sechs Adern und keine Analadern.

## Lebensweise
Die Eier sind entweder glatt oder leicht strukturiert. Die nachtaktiven Larven haben ein großes Futterpflanzenspektrum und fressen minierend in Blättern. Sie legen dabei „schlangenförmige“ Gänge an. Sie verpuppen sich in einem Gespinst entweder am Boden, oder auf den Blättern, außerhalb der Mine.
Einige Arten, wie z. B. die aus Afrika in Südamerika eingeschleppte Leucoptera caffeina, die Kaffeepflanzen befällt, sind Schädlinge in der Landwirtschaft.

## Systematik
Die Familie der Langhorn-Blattminiermotten ist im deutschsprachigen Raum (A-CH-D) mit 16 Arten vertreten. In ganz Europa kommen sie mit 30 Arten vor.

### Unterfamilie Cemiostominae
- Leucoptera aceris (Fuchs, 1903) A, D
- Leucoptera genistae (M. Hering, 1933) A
- Leucoptera heringiella Toll, 1938 A
- Leucoptera laburnella (Stainton, 1851) A, CH, D
- Leucoptera lathyrifoliella (Stainton, 1866) D
- Leucoptera lotella (Stainton, 1859) A, CH, D
- Leucoptera lustratella (Herrich-Schäffer, 1855) A, D
- Leucoptera malifoliella (O. Costa, 1836) A, CH, D
- Leucoptera onobrychidella Klimesch, 1937 A, D
- Leucoptera sinuella (Reutti, 1853) A, CH, D
- Leucoptera spartifoliella (Hübner, 1813) A, CH, D

### Unterfamilie Lyonetiinae
- Obstbaumminiermotte (Lyonetia clerkella) (Linnaeus, 1758) A, CH, D
- Lyonetia ledi Wocke, 1859 A, D
- Lyonetia prunifoliella (Hübner, 1796) A, CH, D
- Lyonetia pulverulentella Zeller, 1839 A, CH, D
- Phyllobrostis hartmanni Staudinger, 1867 A, CH, D

### Außereuropäische Arten
- Leucoptera caffeina (Afrika)
- Leucoptera coffeella (Südamerika und Karibik)
- Leucoptera meyricki (Afrika)